# Haplopteris doniana
Haplopteris doniana là một loài dương xỉ trong họ Pteridaceae. Loài này được Mett. ex Hieron. E.H. Crane mô tả khoa học đầu tiên năm 1997.